# Оксид-тетрахлорид осмия(VI)
Оксид-тетрахлорид осмия(VI) — неорганическое соединение, оксосоль 
металла осмийа и соляной кислоты
с формулой OsOCl4,
тёмно-коричневые гигроскопичные кристаллы,
разлагаются в воде.

## Получение
- Действие смеси хлора и кислорода на нагретый осмий:

{\displaystyle {\mathsf {2\ Os+O_{2}+4Cl_{2}\ {\xrightarrow {400^{o}C}}\ 2\ OsOCl_{4}}}}
- Реакция тетраоксида осмия и трихлорида бора:

{\displaystyle {\mathsf {OsO_{4}+2BCl_{3}\ {\xrightarrow {}}\ OsOCl_{4}+B_{2}O_{3}+Cl_{2}}}}

## Физические свойства
Оксид-тетрахлорид осмия(VI) образует тёмно-коричневые диамагнитные гигроскопичные кристаллы
моноклинной сингонии,
пространственная группа P 21/c,
параметры ячейки a = 0,9389 нм, b = 0,5613 нм, c = 1,1920 нм, β = 109,944°, Z = 4
.
Разлагается в воде.